# Les Nuits de Montmartre
Pour plus de détails, voir Fiche technique et Distribution.
Les Nuits de Montmartre est un film français réalisé par Pierre Franchi et sorti en 1955.

## Synopsis
Bobby (Jean-Marc Thibault) est un arnaqueur professionnel connu des services de police. Alors qu'il commet un cambriolage, il est témoin d'un crime et prend la fuite par peur d'être accusé, mais est finalement arrêté par l'inspecteur Doirel (Louis Seigner). Avec la collaboration de Monique,(Geneviève Kervine) une entraîneuse, amie de Bobby, Doirel va prouver l'innocence de Bobby et confondre le vrai coupable.

## Fiche technique
- Titre : Les Nuits de Montmartre
- Réalisation : Pierre Franchi
- Scénario : Claude Orval, d'après son roman[1]
- Décors : Claude Bouxin
- Photographie : Joseph Brun
- Montage : Robert Isnardon
- Musique : Camille Sauvage
- Producteur : Robert Florat
- Société de production : Filmonde
- Régie extérieure : Clément Ollier
- Pays :  France
- Format : Couleur - 2,35:1 - 35 mm - Son mono
- Genre : Policier
- Durée : 94 minutes
- Date de sortie : 
  - France - 9 août 1955

## Distribution
- Jean-Marc Thibault : Robert Verdier dit Bobby
- Louis Seigner : Inspecteur Doirel
- Geneviève Kervine : Monique
- Jean Marchat : Mureau
- Albert Dinan : Francis
- Daniel Cauchy : Julien
- Alain Bouvette
- Denise Carvenne
- Jean Clarieux
- Georges Demas
- Michel Flamme
- Émile Genevois
- Georges Géret
- Jean Morel
- Jean Olivier
- Mireille Ozy
- Etienne De Swarte
- Michel Woop
- Max Elloy
- Charles Lemontier
- Robert Seller
- Hélène Tossy
- Georges Lannes
- Jacqueline Porel
- Bernard Musson
- Charles Bouillaud
- Bernard La Jarrige

## Musiciens
- Camille Sauvage et sa grande formation
- Jerry Mengo et son orchestre
- Edouard Duleu et son quintette
- Philippe Brun pour les solos de trompette
- José Lucchesi et son orchestre
- La chanson Les nuits de Montmartre, paroles Charles Aznavour, musique Pierre Roche, est chantée par Aglaé

## Autour du film
Ce film a été tourné en couleur selon le procédé Eastmancolor, chose rare à l'époque pour un film à petit budget.